# Kuwait vid världsmästerskapen i simsport 2024
Kuwait tävlade vid världsmästerskapen i simsport 2024 i Doha i Qatar mellan den 2 och 18 februari 2024. Kuwait hade en trupp på fem idrottare, varav en kvinna och fyra män.

## Tävlande per sport
Följande är en lista över antalet tävlande per sport.
| Sport   | Herrar | Damer | Totalt |
| ------- | ------ | ----- | ------ |
| Simning | 4      | 1     | 5      |
| Totalt  | 4      | 1     | 5      |

## Simning
Herrar
| Idrottare          | Gren            | Heat    | Heat      | Semifinal        | Semifinal        | Final            | Final            |
| Idrottare          | Gren            | Tid     | Placering | Tid              | Placering        | Tid              | Placering        |
| ------------------ | --------------- | ------- | --------- | ---------------- | ---------------- | ---------------- | ---------------- |
| Mohamad Zubaid     | 50 m frisim     | 24,25   | 66        | Gick inte vidare | Gick inte vidare | Gick inte vidare | Gick inte vidare |
| Mohamad Zubaid     | 100 m frisim    | 52,21   | 65        | Gick inte vidare | Gick inte vidare | Gick inte vidare | Gick inte vidare |
| Khaled Al-Otaibi   | 200 m frisim    | 1.58,02 | 59        | Gick inte vidare | Gick inte vidare | Gick inte vidare | Gick inte vidare |
| Khaled Al-Otaibi   | 400 m frisim    | 4.14,64 | 51        | —                | —                | Gick inte vidare | Gick inte vidare |
| Rashed Al-Tarmoom  | 50 m bröstsim   | 29,95   | 46        | Gick inte vidare | Gick inte vidare | Gick inte vidare | Gick inte vidare |
| Rashed Al-Tarmoom  | 100 m bröstsim  | 0DNS0   | 0DNS0     | Gick inte vidare | Gick inte vidare | Gick inte vidare | Gick inte vidare |
| Mohammed Al-Otaibi | 50 m fjärilsim  | 27,41   | 52        | Gick inte vidare | Gick inte vidare | Gick inte vidare | Gick inte vidare |
| Mohammed Al-Otaibi | 100 m fjärilsim | 58,47   | 53        | Gick inte vidare | Gick inte vidare | Gick inte vidare | Gick inte vidare |

Damer
| Idrottare   | Gren           | Heat    | Heat      | Semifinal        | Semifinal        | Final            | Final            |
| Idrottare   | Gren           | Tid     | Placering | Tid              | Placering        | Tid              | Placering        |
| ----------- | -------------- | ------- | --------- | ---------------- | ---------------- | ---------------- | ---------------- |
| Lara Dashti | 50 m frisim    | 29,27   | 78        | Gick inte vidare | Gick inte vidare | Gick inte vidare | Gick inte vidare |
| Lara Dashti | 100 m bröstsim | 1.18,83 | 47        | Gick inte vidare | Gick inte vidare | Gick inte vidare | Gick inte vidare |